# Jerzy Pokój
Jerzy Jan Pokój (ur. 24 maja 1955 w Miłkowie) – polski polityk, samorządowiec, przedsiębiorca i ratownik górski, w latach 2008–2014 i od 2024 przewodniczący Sejmiku Województwa Dolnośląskiego III, IV, VI i VII kadencji, twórca i „szeryf” miasteczka Western City w Ścięgnach.

## Życiorys
Ukończył studia w Wyższej Szkole Ekonomicznej w Warszawie. Był przewodnikiem i ratownikiem górskim. W latach 80. pełnił funkcję wiceprezesa Sudeckiego Klubu Wysokogórskiego i następnie prezesa Szkoły Górskiej Przewodnictwa i Narciarstwa. Od 1990 do 1998 był naczelnikiem Grupy Karkonoskiej Górskiego Ochotniczego Pogotowia Ratunkowego, a w latach 2002–2006 zajmował stanowisko jej prezesa.
W 1997 zajął się prowadzeniem działalności gospodarczej. Założył wówczas miasteczko Western City w Ścięgnach, nawiązujące do czasów amerykańskiego Dzikiego Zachodu. Był prezesem Polskiej Ligi Western i Rodeo.
W latach 1990–1994 przewodniczył radzie miejskiej w Karpaczu. W latach 1998–2002 pełnił funkcję radnego Sejmiku Województwa Dolnośląskiego, mandat uzyskał z listy Akcji Wyborczej Solidarność. Zasiadał w zespole regionalnym Przymierza Prawicy. W wyborach w 2001 bez powodzenia kandydował na senatora z ramienia Bloku Senat 2001. W 2006 i 2010 z ramienia Platformy Obywatelskiej uzyskiwał ponownie mandat radnego sejmiku.
W marcu 2008 zastąpił Marka Łapińskiego na stanowisku przewodniczącego sejmiku III kadencji. Stanowisko to utrzymał również w 2010, zajmując je do lutego 2014. W tym samym roku w wyborach samorządowych został wybrany na radnego powiatu jeleniogórskiego, następnie na przewodniczącego rady powiatu V kadencji. W 2015 ponownie wystartował do Senatu, będąc kandydatem niezależnym (za co został w połowie września wykluczony z PO), zajmując 3. miejsce spośród 6 kandydatów. 27 listopada tego samego roku został odwołany z funkcji przewodniczącego rady powiatu.
W lipcu 2016 unieważniono uchwałę wykluczającą go z PO, w związku z czym powrócił w szeregi partii. W 2018 ponownie został radnym Sejmiku Województwa Dolnośląskiego, wybrano go na wiceprzewodniczącego tego gremium. W 2019 był kandydatem Koalicji Obywatelskiej do Senatu. W lutym 2024 ponownie wybrany na funkcję przewodniczącego sejmiku. W 2024 utrzymał mandat radnego sejmiku na okres VII kadencji. W maju tegoż roku radni ponownie powierzyli mu funkcję przewodniczącego tej instytucji.

## Odznaczenia
- Krzyż Kawalerski Orderu Odrodzenia Polski (2012)[19]